# Захаровский Выставок
 Захаровский Выставок  — деревня в Лузском муниципальном округе Кировской области.

## География
Расположена на расстоянии примерно 65 км на восток-юго-восток по прямой от города Луза на левобережье реки Луза.

## История
Известна с 1891 года, в 1926 домохозяйств 11 и жителей 58, в 1950 12 и 35, в 1989 10 жителей. В советское время работал колхоз «Новый путь». С 2006 по 2012 года была в составе Грибошинского сельского поселения, с 2012 по 2020 год находилась в составе Папуловского сельского поселения.

## Население
Постоянное население составляло 5 человек (русские 100%) в 2002 году, 1 в 2010.